# Pascal Génot
Pascal Génot est un auteur de bande dessinée français né le 4 décembre 1975 à Bastia.

## Biographie
Né en 1975 à Bastia (Haute-Corse), Pascal Génot est docteur de l’Université de Corse, diplômé en Sciences de l'Information et de la Communication. Après ses études, il a poursuivi son parcours conjointement dans la recherche en sciences de la communication et dans la bande dessinée (scénario).

## Publications

### Bande dessinée
- Bourdieu - Une enquête algérienne[3],[4],[5], scénario de Pascal Génot, dessin d'Olivier Thomas, Steinkis, 2023
- Le Printemps des quais[6],[7], scénario de Pascal Génot et Bruno Pradelle, dessin d'Olivier Thomas, Soleil, 2014
- Sans pitié, scénario de Pascal Génot et Bruno Pradelle, dessin d'Olivier Thomas, Emmanuel Proust éditions
  - Mistral noir, 2005
  - Coupe franche, 2006
  - Table rase, 2008
  - Intégrale - Sans pitié, 2009

### Divers
- La Corse au regard du film amateur : Porto-Vecchio et sa région, Editions Alain Piazzola, 2003